# 16191 Rubyroe
16191 Rubyroe este un asteroid din centura principală de asteroizi.

## Descriere
16191 Rubyroe este un asteroid din centura principală de asteroizi. A fost descoperit pe 10 ianuarie 2000 la Oaxaca de James M. Roe. El prezintă o orbită caracterizată de o semiaxă mare de 2,41 ua, o excentricitate de 0,21 și o înclinație de 0,4° în raport cu ecliptica.